# Estação Valle Gómez
A Estação Valle Gómez é uma das estações do Metrô da Cidade do México, situada na Cidade do México, entre a Estação Consulado e a Estação Misterios. Administrada pelo Sistema de Transporte Colectivo, faz parte da Linha 5.
Foi inaugurada em 1º de julho de 1982. Localiza-se na Avenida Río Consulado. Atende os bairros 7 de Noviembre e Emiliano Zapata, situados na demarcação territorial de Gustavo A. Madero, e o bairro Valle Gómez, situado na demarcação territorial de Venustiano Carranza. A estação registrou um movimento de 1.657.884 passageiros em 2016.